# 南極冰海葵
南極冰海葵（Edwardsiella andrillae）是唯一生活在南極洲離岸海冰下的一類海葵，被發現於2010年。那時，南極鑽探計畫（ANDRILL）的研究人員正在進行海底機器人的操縱測試。南極冰海葵的種名也因此以該計畫為名。

## 描述
南極冰海葵於收縮時長度不到1吋，具有20至24個觸手，且能延伸至其原始尺寸3至4倍的長度。南極冰海葵有8個較長的觸手長在其體內，另有12至16個觸手長在身體外圍。

## 分布
直至2014年1月，南極冰海葵僅在羅斯冰架被人所發現。

## 生活方式
目前仍不清楚南極冰海葵是如何附著於海冰之上的，而且似乎也不像其同科的其他物種一樣可以鑽洞。南極冰海葵是目前已知唯一生活於冰中的海葵。此外，目前也還不確認南極冰海葵是如何生活在如此低溫下，而不被冰凍，亦不知其繁殖方法為何。據推測，南極冰海葵應以水中的浮游生物為食。